# Tabletcomputer

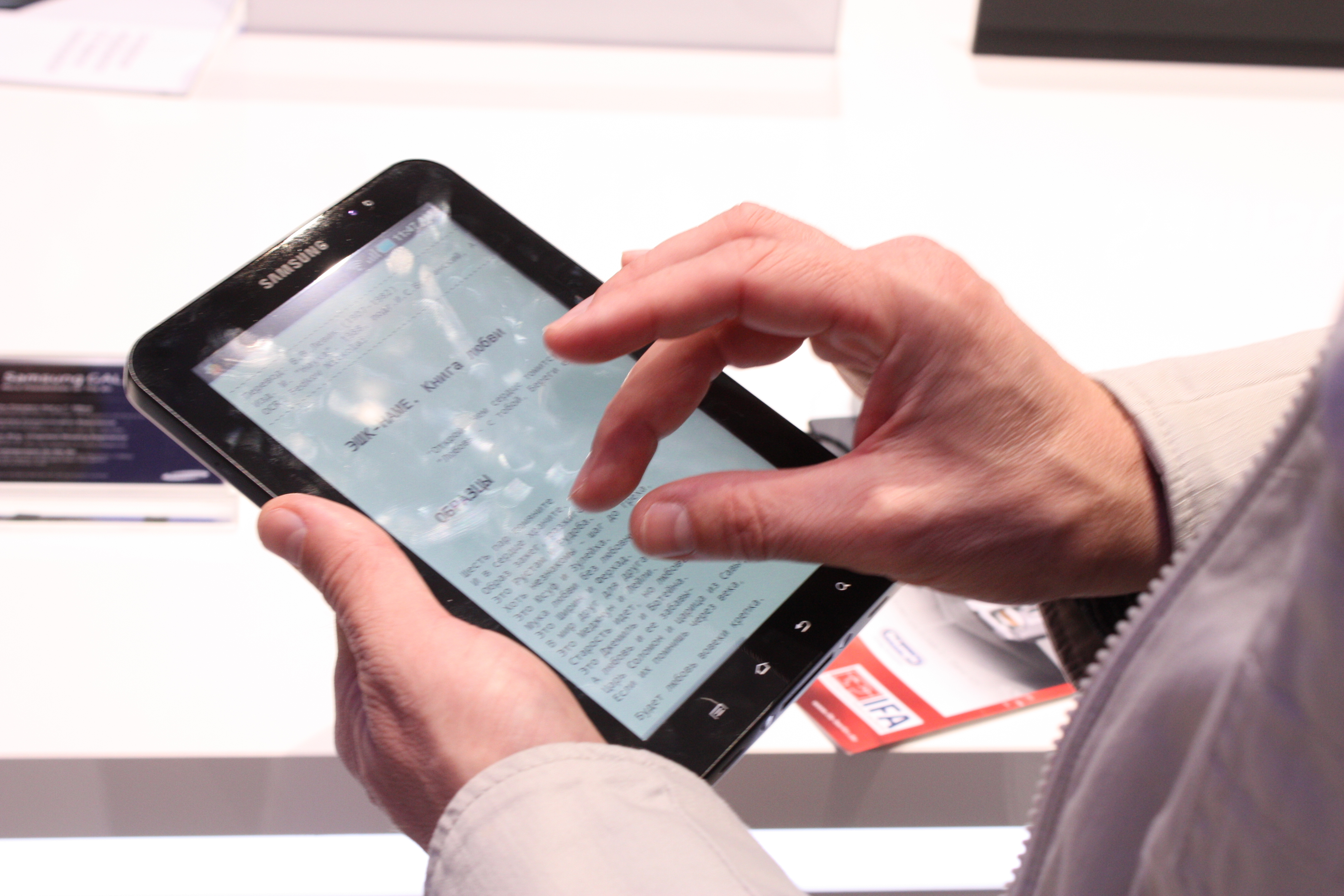
Android-Tablet Samsung Galaxy Tab

Ein Tablet (anhörenⓘ) (englisch tablet ‚Schreibtafel‘, US-engl. tablet „Notizblock“) oder Tabletcomputer, Tablet-PC, selten auch Flachrechner, ist ein tragbarer, flacher Computer in besonders leichter Ausführung mit einem Touchscreen, aber, anders als bei Notebooks, ohne ausklappbare mechanische Tastatur. Ein Tablet ist eine spezielle Bauform eines Personal Computers, die zu den Handheld-Geräten zählt.
Aufgrund der leichten Bauart und des berührungsempfindlichen Bildschirms sind Tablets anders als Computer mit umfangreicheren Bedienelementen zu handhaben. Die Geräte ähneln in Leistungsumfang, Bedienung und Design modernen Smartphones und verwenden meist ursprünglich für Smartphones entwickelte Betriebssysteme. Wegen der Bildschirmtastatur, die nur bei Bedarf eingeblendet wird, eignen sich Tablets weniger gut für das Schreiben größerer Textmengen.
Tablets sind meist mit fest verbauten Akkus ausgestattet, die oft nicht einmal von Fachpersonal gewechselt werden können; als Folge davon können preisgünstige Geräte mit minderwertigen Akkus sehr schnell zu Sondermüll werden. 
Die verkabelte Anbindung an externe Geräte ist nur bei wenigen Tabletcomputern vorgesehen, daher gehören Bluetooth und WLAN zur Standardausstattung. Darüber hinaus werden viele Geräte auch mit einem integrierten Modem (u. a. UMTS oder LTE als Datenfunk) angeboten, sind dann also mobil telefonisch nutzbar, ohne auf ein externes mobiles Modem (etwa über einen USB-Port) angewiesen zu sein.

Tablets werden zunehmend auch für die Fernsteuerung digitaler Geräte eingesetzt, wie zum Beispiel Kameras, AV-Receivern, Fernsehgeräten oder Drohnen.

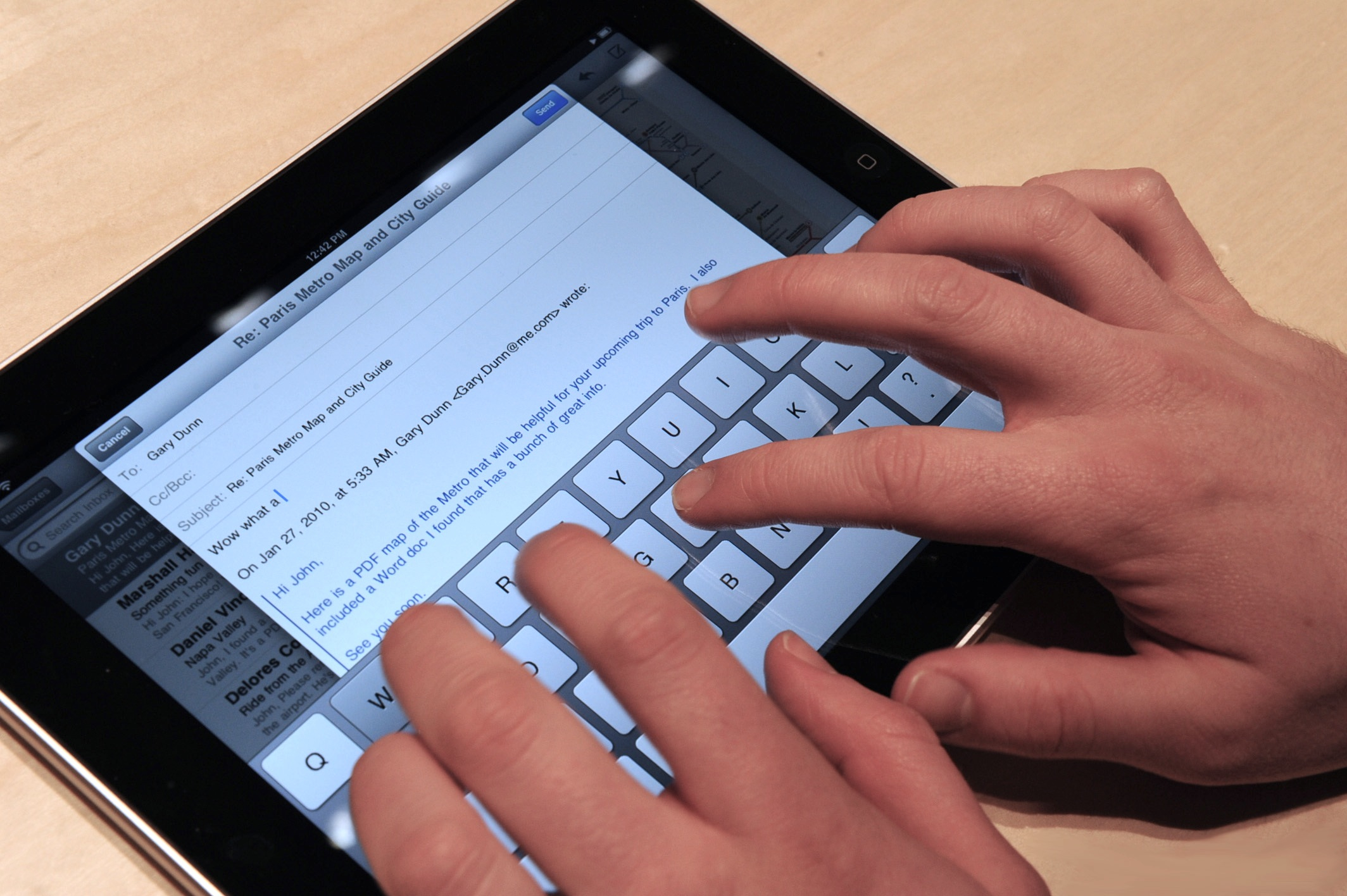
Apple iPad mit eingeblendeter Bildschirmtastatur

Der Funktionsumfang eines Tablets kann durch Zusatzprogramme (genannt Apps, von englisch applications) erweitert werden. 

## Entwicklung
Konzepte und Designstudien für diese Gerätegattung existieren bereits seit Ende der 1980er Jahre. Eines der ersten Geräte dieser Art war 1989 das GRiDPad von GRiD Systems, das allerdings den Markt nicht erobern konnte. Die als Personal Digital Assistant (PDA) bezeichneten Geräte waren zu Beginn der Entwicklung aufgrund der technischen Möglichkeiten und des fehlenden breitbandigen mobilen Internetzugangs hauptsächlich auf Kalender-, Adress- und Aufgabenverwaltung beschränkt. Lange Zeit in den 1990ern marktdominierend waren die PDAs bzw. Organizer der Firma Palm (etwa der Palm Pilot), die über einen Stift und Handschrifterkennung bedient wurden. 

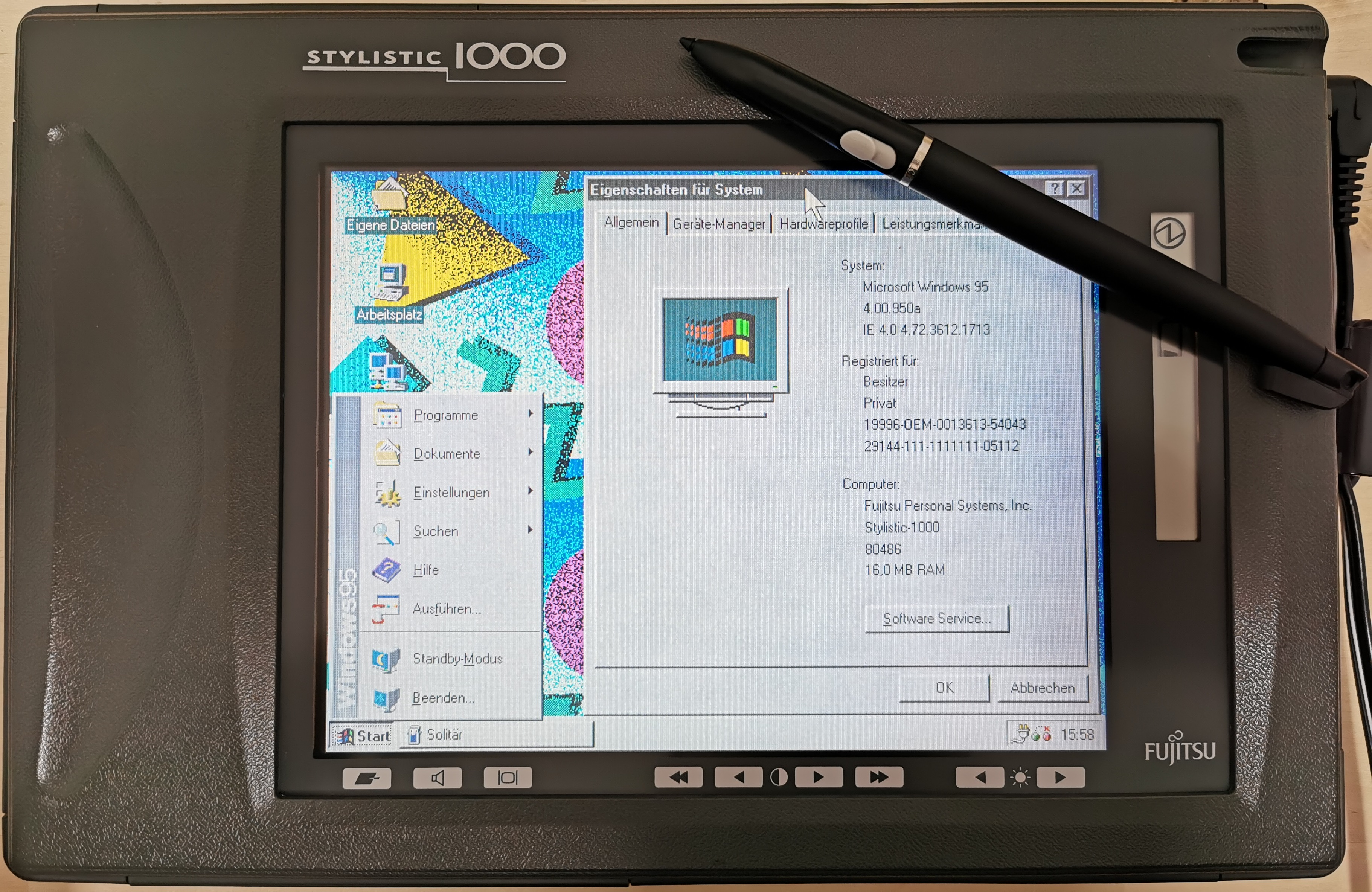
Stift-Tablet-PC anno 1996: Stylistic 1000

Unter dem Begriff Surfpad wurde im Jahr 2001 das SIMpad, ein vom deutschen Hersteller Siemens in der Schweiz auf den Markt eingeführter Microsoft Tablet-PC, vermarktet. In Deutschland eingeführt wurde dieses Gerät vom Netzbetreiber Telekom unter dem Namen T-Sinus Pad. Der Name wurde gewählt, um sich von mobilen Internetgeräten ohne bzw. mit eingeschränkter Multimediafähigkeit, z. B. Mobiltelefonen mit WAP-Unterstützung, abzugrenzen. Beim Booten des Betriebssystems wird ein Webbrowser gestartet, in den schon benutzerspezifische Webinhalte geladen werden; dieser bildet dann auch die für das Surfen im Internet angepasste Benutzeroberfläche. Doch keines dieser Geräte konnte sich auf dem Markt behaupten.
Im Jahr 2010 brachte der US-amerikanische Hersteller Apple das iPad heraus und erzielte mit einem großen Verkaufserfolg den Durchbruch für diese Produktkategorie. Zahlreiche andere Hersteller folgten daraufhin mit ähnlichen Geräten, was letztendlich erhebliche Marktveränderungen im Bereich der tragbaren Computer nach sich zog. Insbesondere ging der Absatz von Notebook-PCs und Netbooks zugunsten der Tablets deutlich zurück.

## Bauform
Die Bauform wird teilweise auch als Pad oder Surfpad bezeichnet. In dieser Geräteklasse findet man oft Ein-Chip-Systeme mit Embedded-Betriebssystemen. Das Gerät besteht dabei aus einem monolithischen Block, welcher das Display und sämtliche anderen Bauteile enthält. Dabei sind nur wenige Schnittstellen für Peripheriegeräte vorhanden. Teilweise existiert nur eine einzelne Schnittstelle, die über Adapter Standardschnittstellen wie USB oder VGA bereitstellt. Die Displays sind häufig kapazitive Touchscreens, weshalb die Geräte nur mit den Fingern oder speziellen Eingabestiften bedient werden können. Der Hersteller Lenovo setzt bei dem Modell Yoga Tablet 2 Pro als zusätzliches Ausgabegerät auf einen integrierten Beamer.

## Convertibles und Detachables
Seit etwa 2013 bieten Hersteller auch Geräte an, die eine Tastatur besitzen und somit ein klassisches Notebook ersetzen sollen. Hierunter findet man zwei unterschiedliche Bauformen: zum einen die Convertibles (von englisch convertible ‚umwandelbar‘) und zum anderen die Detachables (von englisch detachable ‚abtrennbar‘).
Bei der Gerätebauform der Convertibles ist die Tastatur fest mit dem Display verbunden und lässt sich zusammenklappen wie ein Notebook. Die Besonderheit liegt darin, dass das Scharnier eine 360-Grad-Drehung zulässt, sodass die Tastatur bis auf den Rücken des Displays aufgeklappt werden kann. Die Tastatur ist so nicht mehr sichtbar und das Gerät lässt sich nun bedienen wie ein ganz normaler Tablet-Computer. Nachteil dieser Bauform: das zusätzliche Gewicht der Tastatur macht das Tablet etwas schwerer und unhandlicher – und verschlechtert damit ein wenig seine Haupteigenschaften.
Bei Detachables lässt sich das Display von der Tastatur abnehmen. Somit kann man selbst entscheiden, ob man die Tastatur unterwegs dabei haben möchte oder nicht. Das Gerät lässt sich als normales Tablet nutzen und wenn man längere Texte schreiben möchte, kann die Tastatur einfach angedockt werden. Es gibt unterschiedliche Ausführungen der mechanischen Verbindung. Einige Geräte lassen sich mit einem mechanischen Verschlussriegel sehr sicher und fest verbinden, andere hingegen werden nur magnetisch aneinander gehalten. Auch die Ausführung der Datenverbindung ist höchst unterschiedlich. Einige verbinden sich mittels Steckkontakten, andere bauen lediglich eine Bluetooth-Verbindung auf. Nachteil ist in der Regel, dass die Displayeinheit schwerer ist als die Tastatur. Somit kippt das Gerät nach hinten um, wenn man das Display zu weit öffnet. Damit das nicht passiert, ist bei den meisten Geräten der Öffnungswinkel konstruktionsbedingt klein gehalten – was oft zu Blickwinkelproblemen in heller Umgebung führt. Es gibt sogar Geräte (bspw. Lenovo Miix 2), bei denen sich der Winkel des Displays zur Tastatur überhaupt nicht verstellen lässt.

## Hardware
Der berührungsempfindliche Bildschirm eines Tablets wird mit dem Finger oder einem Eingabestift wie dem Apple Pencil oder dem Samsung S-Pen bedient. Zur Eingabe von Text erscheint, wenn notwendig, eine virtuelle Tastatur auf dem Display. Bei einigen Geräten ist alternativ auch der Anschluss einer externen, mechanischen Tastatur und weiterer Geräte mittels Funk, z. B. Bluetooth möglich. Spracheingabe und Gesten-Erkennung sind nach Einsatzgebiet gut einsetzbar.
Sehr verbreitet sind tragbare Tabletcomputer mit Displays von 7 bis 12 Zoll. Tabletcomputer werden mit Displays bis 84 Zoll Bilddiagonale in Serie gefertigt. Ab 42 Zoll werden sie als InfoPoint, digitale Tafel oder Zeichenbrett eingesetzt.
Im Gegensatz zu Notebooks, Servern, Workstations und regulären PCs, bei denen x86-kompatible Mikroprozessoren dominieren, bilden diese bei Tablets eine Minderheit, wie beispielsweise der Microsoft Tablet-PC. Äquivalent zu den Smartphones dominieren im Tablet-Markt derzeit (2019) Prozessoren mit ARM-Architektur.
Anstelle einer Festplatte wird bei Tablet-PCs in der Regel Flash-Speicher als Massenspeicher verwendet. Einige Tablets der Firmen Archos und Sony sind jedoch mit einer Festplatte bzw. SSD ausgestattet.

## Betriebssysteme
Als Betriebssysteme werden heutzutage fast ausschließlich Android, iPadOS, Windows und ChromeOS eingesetzt. In der Vergangenheit kamen auch heute nicht mehr gebräuchliche Betriebssysteme wie Palm OS oder Windows CE zum Einsatz.

## Marktanteil nach Betriebssystem
Geräte mit Android-Betriebssystem hatten 2013 einen Marktanteil von 62 % (2. Quartal 2016: 65 %), während Geräte mit iOS einen Anteil von 36 % hielten (2. Quartal 2016: 26 %). Der Windows-Marktanteil stieg von 1 % auf 9 % (2. Quartal 2016).

## Marktanteil nach Hersteller
Am meisten wurden im ersten Quartal die iPads von Apple verkauft (31,7 %), der größte Hersteller von Android-Tablets ist Samsung (20 %). Auf dem dritten Platz folgt Huawei (6,8 %), danach Lenovo (9,4 %) und Amazon (8,7 %).

## Nutzung in Deutschland
Laut einer vom Bitkom in Auftrag gegebenen Umfrage aus dem Jahr 2015 werden Tabletcomputer in Deutschland vor allem zu Hause genutzt: Jeder dritte Tablet-Nutzer (30 %) gibt an, sein Gerät ausschließlich daheim zu nutzen. Und ein weiteres Drittel (31 %) setzt den Tabletcomputer überwiegend zu Hause ein. Nur 6 % gebrauchen ihr Gerät ausschließlich oder überwiegend unterwegs. Daheim sind die beliebtesten Einsatzorte für den Tabletcomputer das Sofa (82 %), das Bett beziehungsweise der Balkon oder Garten (jeweils 50 %), der Schreibtisch (47 %) und die Küche (39 %). 7 % nehmen ihr Gerät mit ins Bad.